# Lee Matthews
Lee Knorcale Matthews (Atlanta, 24 luglio 1970) è un ex cestista statunitense.

## Palmarès
- Coppa di Svizzera (1999, 2000, 2001)
- Campione di Svizzera (2001)